# جيان غينتايل
جيان غينتايل (بالإنجليزية: Gian Gentile)‏ هو مؤرخ عسكري أمريكي، ولد في 9 أكتوبر 1957.